# Úvea
L'úvea, tracte uveal o túnica vascular de l'ull és una túnica pigmentària i vascular de l'ull situada entre la làmina corneoescleral per fora i la retina per dins. Està formada anatòmicament pel cos ciliar, la coroide i l'iris.

## Patologia
- Vegeu uveïtis, coroïditis, iritis, uveïtis anterior